# Zwierzęta objęte ochroną gatunkową w Polsce (1984–1995)
Zwierzęta objęte ochroną gatunkową w Polsce (1984–1995) – lista taksonów zwierząt, które zostały objęte ochroną gatunkową zgodnie z Rozporządzeniem Ministra Leśnictwa i Przemysłu Drzewnego z dnia 30 grudnia 1983 r. w sprawie wprowadzenia gatunkowej ochrony zwierząt. Lista ta zastąpiła poprzednią listę i obowiązywała od 2 stycznia 1984 roku do 2 kwietnia 1995 roku, kiedy to zastąpiła ją nowa lista z kolejnego rozporządzenia.
Rozporządzenie ministra leśnictwa z 30 grudnia 1983 roku obejmowało ścisłą ochroną gatunkową 72 taksony zwierząt:

## Ścisła ochrona gatunkowa
Rozporządzenie ministra leśnictwa z 30 grudnia 1983 roku obejmowało ścisłą ochroną gatunkową 72 taksony zwierząt:

### Owady (Insecta)
- Modliszka zwyczajna (Mantis religiosa)
- Biegacze (Carabus) – wszystkie gatunki
- Tęcznik (Calosoma) – wszystkie gatunki
- Jelonek (Lucanus cervus)
- Wynurt (Ceruchus chrysomelinus)
- Sichrawa karpacka (Gaurotes excellens)
- Kozioróg dębosz (Cerambyx cerdo) i kozioróg bukowiec (Cerambyx scopoli)
- Nadobnica alpejska (Rosalia alpina)
- Mieniak strużnik (Aptura ilia ilia) i mieniak tęczowiec (Aptura iris iris)
- Paź królowej (Papilio machon) i paź żeglarz (Iphiclides podalirius)
- Niepylak apollo (Parnasius apollo) i niepylak mnemozyna (Parnasius mnemosyna)
- Trupia główka (Acherontia atrops)
- Trzmiele (Bombus) – wszystkie gatunki

### Ryby (Pisces)
- Jesiotr zachodni (Acipenser sturio)
- Strzeble (Phoxinus) – wszystkie gatunki
- Ciosa (Pelectus cultratus)
- Kiełb długowąsy (Gobio uranoscopus) i kiełb białopłetwy (Gobio albipinnatus)

### Płazy (Amphibia)
- Salamandra plamista (Salamandra salamandra)
- Traszki (Triturus) – wszystkie gatunki
- Kumaki (Bombina) – wszystkie gatunki
- Huczek ziemny (Patobates fuscus)
- Ropuchy (Bufo) – wszystkie gatunki
- Rzekotka drzewna (Hyla arborea)

### Gady (Reptilia)
- Żółw błotny (Emys orbicularis)
- Jaszczurki (Lacertilia) – wszystkie gatunki
- Węże (Serpentes) – wszystkie gatunki

### Ptaki (Aves)
- Rząd nurowatych (Gaviformes) – wszystkie gatunki
- Rząd perkozowatych (Podicipediformes) – wszystkie gatunki
- Rząd wiosłonogich (Pelecaniformes) – wszystkie gatunki
- Rząd brodzących (Ciconiiformes) – wszystkie gatunki, z wyjątkiem czapli siwej (Ardea cinerea)
- Łabędzie (Cygnus) – wszystkie gatunki
- Tracze (Mergus) – wszystkie gatunki
- Rząd drapieżnych (Falconiformes) – wszystkie gatunki
- Chruściele (Rallidae) – wszystkie gatunki, z wyjątkiem łyski (Fulica atra)
- Żuraw popielaty (Grus grus)
- Ostrygojad (Haematopus ostralegus)
- Kulon (Burhinus oedicnemus)
- Siewki (Charadriidae)
- Brodźce (Tringinae), biegusy (Calidrinae) i pokrewne – wszystkie gatunki, z wyjątkiem  bataliona (Philomachus pugnax), słonki (Scolopax rusticola), bekasa (Capella gallinago), bekasika (Limnocryptes minimus) i bekasa dubelta (Capella media)
- Szczudłaki (Recurvirostridae) – wszystkie gatunki
- Płatkonogi (Phalaropidae') – wszystkie gatunki
- Żwirowce (Glareolidae) – wszystkie gatunki
- Wydrzyki (Stercorariidae) – wszystkie gatunki
- Rybitwy (Sternidae) – wszystkie gatunki
- Alki (Alcidae) – wszystkie gatunki
- Rząd gołębiowych (Columbiformes) – wszystkie gatunki, z wyjątkiem gołębia grzywacz (Columba palumbus)
- Kukułka (Cunulus canorus)
- Lelek kozodój (Caprimulgus europaeus)
- Rząd sowowatych (Strigiformes) – wszystkie gatunki
- Jerzyk (Apus apus)
- Rząd kraskowatych (Coraciiformes) – wszystkie gatunki
- Rząd dzięciołowatych (Piciformes) – wszystkie gatunki
- Rząd wróblowatych (Passeriformes) – wszystkie gatunki, z wyjątkiem:
  - sroki (Pica pica), wrony (Corvus corone) i gawrona (Corvus frugileus)
  - kawki (Colaeus monedula), wróbla domowego (Passer domestica) i mazurka (Passer montanus) dla których ustala się okres ochronny od dnia 15 marca do dnia 30 czerwca

### Ssaki (Mammalia)
- Jeże (Erinaceus)  – wszystkie gatunki
- Kret (Talpa europaea)  – poza zamkniętymi ogrodami, szkółkami i lotniskami
- Ryjówkowate (Sorcidae) – wszystkie gatunki
- Rząd nietoperzy (Chiroptera) – wszystkie gatunki
- Zając bielak (Lepus timidus)
- Świstak tatrzański (Marmota marmota)
- Susły (Spermophilus) – wszystkie gatunki
- Bobry (Castor) – wszystkie gatunki
- Smużka (Sicista betulina)
- Popielicowate (Gliridae)
- Rząd waleni (Cetacea) – wszystkie gatunki
- Niedźwiedź (Ursus arctos)
- Gronostaj (Mustela erminea)
- Łasica (Mustela nivalis)
- Norka europejska (Mustela lutreola)
- Żbik (Felis silvestris)
- Rząd płetwonogich (Pinnipedia) – wszystkie gatunki
- Kozica (Rupicapra rupicapra)
- Żubr (Bison bonsanus)

## Ochrona stanowisk
Rozporządzenie ministra leśnictwa z 30 grudnia 1983 roku obejmowało ochroną stanowisk 10 gatunków ptaków:
- Orzeł bielik (Haliaetus albicilla) i orzeł przedni (Aquilla chrysaetos)
- Rybołów (Pandion haliaetus)
- Orlik krzykliwy (Aquilla pomarina) i orlik grubodzioby (Aquilla clanga)
- Gadożer (Circaetus gallicus)
- Orzełek włochaty (Aquilla penneta)
- Sokół wędrowny (Falco peregrinus)
- Bocian czarny (Ciconia nigra)
- Puchacz (Bubo bubo)